# Списак градоначелника Беча
Ово је списак градоначелника и гувернера Беча од 1282. године до данас.
Беч је главни град Аустрије. Од 1920. је аустријска савезна држава, па тако његов градоначелник има функцију Ландесхауптмана ( : гувернер или министар-председник) савезне аустријске државе Беч.

## Аустријско војводство и надвојводство
- Конрад Пол, 1282
- Хајнрих Хансграф, 1285
- Конрад фон Есларн, 1287
- Конрад Пол, 1288–1305
- Хајнрих Хранест, 1305–1307
- Дитрих фон Каленберг, 1307
- Хајнрих фон Најсе, 1308
- Никлас фон Есларн, 1309–1313
- Хајнрих фон Најсе, 1310
- Никлас Пол, 1313–1315
- Херман фон Санкт Пелтен, 1316
- Никлас фон Есларн, 1316–1317
- Херман фон Санкт Пелтен, 1318
- Ото Велфлојншторфер, 1319–1323
- Штефан Хриглер, 1323
- Никлас Пол, 1324–1327
- Штефан Хриглер, 1327–1328
- Хајнрих Ланг, 1329–1330
- Дитрих Урбеч, 1332–1333
- Херман Снецл, 1333–1334
- Дитрих Урбеч, 1335–1337
- Конрад фон Есларн, 1337–1338
- Бертолд Пол, 1338–1339
- Конрад Вилтверкер, 1340–1343
- Хаген фон Шпилберг, 1343–1344
- Рајнпрехт Цаунрид, 1345–1347
- Фридрих фон Тиерна, 1348–1349
- Дитрих Флустхарт,1350–1351
- Фридрих фон Тиерна, 1352
- Хајнрих Верфел, 1353
- Дитрих Флустхарт, 1354
- Хаунолд Шухлер Старији, 1354
- Леополд Полц, 1355
- Хајнрих Штрајхер, 1356–1357
- Хаунолд Шухлер Старији, 1357–1358
- Леополд Полц, 1358–1360
- Хајнрих Штрајхер, 1359–1360
- Хаунолд Шухлер Старији, 1360–1361
- Ханс фон Тиерна, 1362–1364
- Фридрих Решл, 1364
- Лукас Попфингер, 1365–1366
- Томас Свемл, 1366–1367
- Никлас Верфел, 1368–1370
- Томас Свемл, 1370–1371
- Улрих Ресл, 1372–1374
- Јанс ам Клајнмаркт, 1374–1376
- Паул Холцкојфл, 1376–1379
- Јанс ам Клајнмаркт, 1379–1381
- Паул Холцкојфл, 1381–1386
- Михаел Гојкрамер, 1386–1395
- Паул Холцкојфл, 1396
- Паул Верфел, 1396–1397
- Јакоб Дорн, 1398
- Ханс Рок, 1398–1399
- Паул Холцкојфл, 1399–1400
- Бертолд Ланг, 1401
- Паул Верфел, 1401–1403
- Хаунолд Шухлер Млађи, 1402–1403
- Конрад Форлауф, 1403–1404
- Паул Верфел, 1404–1405
- Рудолф Ангерфелдер, 1405–1406
- Конрад Форлауф, 1406–1408
- Конрад Рамперсдорфер, 1408
- Ханс Фелдсбергер, 1408–1409
- Паул Гејр, 1410
- Албрехт Цетер, 1410–1411
- Рудолф Ангерфелдер, 1411–1419
- Ханс Мустерер, 1420–1421
- Улрих Гундлох, 1422
- Конрад Холцер Старији, 1423–1425
- Ханс Шарфенбергер, 1425–1426
- Паул Верфел Млађи  1427
- Никлас Ундермхимел, 1428–1429
- Конрад Холцер Старији, 1430–1433
- Ханс Штегер, 1434–1439
- Никлас Ундермхимел, 1438
- Конрад Холцер Старији, 1440–1441
- Андре Хилтпрант, 1442
- Ханс Штегер, 1443
- Ханс Харингзеер, 1444–1446
- Ханс Штегер, 1447–1449
- Конрад Холцер Млађи, 1450–1451
- Освалд Рајхолф, 1452
- Никлас Тешлер, 1453
- Освалд Рајхолф 1454
- Конрад Холцер Млађи, 1455
- Никлас Тешлер, 1456–1457
- Томас Шварц, 1457
- Јакоб Штарх, 1457–1460
- Кристиан Пренер, 1461–1462
- Себастиан Цигелхојзер, 1462
- Волфганг Холцер, 1462–1463
- Фридрих Ебмер, 1463
- Улрих Мецлаиншторфер, 1464–1466
- Мартин Ентхајмер, 1467
- Андреас Шенбрукер, 1467–1473
- Ханс Хемл, 1473–1479
- Лауренц Хајден, 1479–1484
- Штефан Еен, 1485–1486
- Леонард Радаунер, 1487–1489
- Лауренц Ташендорфер, 1489–1490
- Штефан Еен, 1490
- Паул Кек, 1490–1493
- Фридрих Гелдрајх, 1494–1496
- Паул Кек, 1497 – 99
- Волфганг Ридер, 1500–1501
- Леонард Лакнер, 1502
- Волфганг Цаунер, 1503
- Паул Кек, 1504–1507
- Сигмунд Пернфус, 1507
- Паул Кек, 1508
- Волфганг Ридер, 1509–1510
- Ханс Зис, 1511–1512
- Леонард Пудмансдорфер, 1512
- Ханс Кухлер, 1513
- Фридрих Пиш, 1514
- Јохан Кауфман, 1515
- Ханс Зис, 1516
- Ханс Ринер, 1516–1517
- Леонард Пудмансдорфер, 1518
- Волфганг Кирххофер, 1519–1520
- Ханс Зис, 1520
- Мартин Зибенбургер, 1520–1521
- Габриел Гетратер, 1522–1524
- Ханс Зис, 1524–1526

## Хабзбуршка монархија
- Роман Штаудингер, 1526
- Себастијан Зулцбек, 1527
- Волфганг Трој, 1528–1530
- Себастијан Ајслер, 1531
- Волфганг Трој, 1532–1533
- Јохан Пилхамер, 1534–1535
- Волфганг Трој, 1536–1537
- Хермес Шалауцер, 1538–1539
- Паул Пернфус, 1540–1541
- Штефан Тенк, 1542–46
- Себастијан Шранц, 1547–1548
- Себастијан Хутштокер, 1549–1550
- Криштоф Хејден, 1551–1552
- Себастијан Хутштокер, 1553–1555
- Ханс Иберман, 1556–1557
- Георг Прантштетер, 1558–1559
- Томас Зибенбургер, 1560–1561
- Херман Бајр, 1562–1563
- Матијас Брунхофер, 1564–1565
- Ханс Иберман, 1566–1567
- Георг Прантштетер, 1568–1569
- Ханс фон Тау, 1570–1571
- Георг Прантштетер, 1572–1573Ханс фон Тау, 1574–1575
- Криштоф Хутштокер, 1576–1577
- Ханс фон Тау, 1578–1579
- Бартоломеј Прантнер, 1580–1581
- Ханс фон Тау, 1582–1583
- Бартоломеј Прантнер, 1584–1585
- Освалд Хитендорфер, 1586–1587
- Ханс фон Тау, 1588–1589
- Георг Фирст, 1590–1591
- Бартоломеј Прантнер, 1592–1595
- Паул Штајрер, 1596–1597
- Освалд Хитендорфер, 1598–1599
- Андреас Ридер, 1600 – 1601
- Георг Фирст, 1602 – 1603
- Аугустин Хафнер, 1604 – 1607
- Лукас Лаусер, 1608 – 1609
- Данијел Мозер, 1610 – 1613
- Вајт Реш, 1614 – 1615
- Данијел Мозер, 1616 – 1622
- Паул Видеман, 1623 – 1625
- Данијел Мозер, 1626 – 1637
- Криштоф Фасолт, 1638 – 1639
- Конрад Брамбер, 1640 – 1645
- Каспар Бернхарт, 1646 – 1648
- Јохан Георг Дитмајр, 1648 – 1653
- Томас Волфганг Пехенегер, 1654 – 1655
- Јохан Георг Дитмајр фон Дитмансдорф, 1656 – 1659
- Јохан Криштоф Холцнер, 1660 – 1663
- Јохан Георг Дитмајр фон Дитмансдорф, 1664 – 1667
- Јохан Криштоф Холцнер, 1667 – 1669
- Данијел Лазарус Шпрингер, 1670 – 1673
- Петер Себастијан Фигеншу, 1674 – 1677
- Данијел Лазарус Шпрингер, 1678 – 1679
- Јохан Андреас фон Либенберг, 1680 – 1683
- Симон Стефан Шустер, 1684 – 1687
- Данијел Фоки, 1688 – 1691
- Јохан Франц Пајкхарт, 1692 –1695
- Јакоб Данијел Тепсер, 1696 – 1699
- Јохан Франц Пајкхарт, 1700 –1703
- Јакоб Данијел Тепсер, 1704 – 1707
- Јохан Франц Венигхоффер, 1708 – 1712
- Јохан Лоренц Трунк фон Гутенберг, 1713 – 1716
- Јозеф Хартман, 1717 –1720
- Франц Јозеф Хауер, 1721 – 1724
- Јозеф Хартман, 1725 – 1726
- Франц Јозеф Хауер, 1727 – 1728
- Јохан Франц Пурк, 1729 – 1730
- Франц Данијел Едлер фон Бартушка, 1731 – 1732
- Андреас Лудвиг Лајтгеб, 1733 – 1736
- Јохан Адам фон Цалхајм, 1737 – 1740
- Петер Јозеф Кофлер, 1741 – 1744
- Андреас Лудвиг Лајтгеб, 1745 – 1751
- Петер Јозеф Едлер фон Кофлер, 1751 – 1764
- Леополд Франц Грубер, 1764
- Јозеф Антон Белесини, 1764 – 1767
- Леополд Франц Грубер, 1767 – 1773
- Јозеф Георг Херл, 1773–1804

## Аустријско царство и Аустроугарска
- Штефан Едлер фон Воллебен, 1804 – 1823
- Антон Лумперт, 1823–1834
- Антон Јозеф Едлер фон Леб, 1835 – 1837
- Игнац Чапка, 1838 – 1848
- Јохан Каспар фон Зајлер, 1851 – 1861
- Андреас Зелинка, 1861 – 1868
- Кајетан Фрајхер фон Фелдер, 1868 – 1878
- Јулијус фон Невалд, 1878 – 1882
- Едуард Ул, 1882 – 1889
- Јохан Прикс, 1889 – 1894
- Рајмунд Гребл, 1894 – 1895
- Ханс фон Фрибајс, 1895 – 1896
- Јозеф Штробах, 1896 – 1897
- Карл Лугер, 1897–1910
- Јозеф Нојмајер, 1910 – 1912
- Рихард Вајскирхнер, 1912 – 1918

## Прва аустријска република
- Рихард Вајскирхнер, 1918–1919
- Јакоб Ројман, 1919–1922

## Градоначелници и гувернери Беча
1922. године, град Беч је конституисан као посебна савезна држава Аустрије. Раније је био главни град Доње Аустрије. Тако и градоначелник Беча има ранг гувернера једне аустријске савезне државе.
| Слика                       | Име и презиме             | Датум ступања на функцију | Датум напуштања функције  | Припадност политичкој партији                |
| Прва аустријска република   | Прва аустријска република | Прва аустријска република | Прва аустријска република | Прва аустријска република                    |
| --------------------------- | ------------------------- | ------------------------- | ------------------------- | -------------------------------------------- |
|                             | Јакоб Ројман ( )          | 21 мај 1919               | 13 новембар 1923          | Социјалдемократска радничка партија Аустрије |
|                             | Карл Зајц ( )             | 13 новембар 1923          | 12 фебруар 1934           | Социјалдемократска радничка партија Аустрије |
| Савезна држава Аустрија     |                           |                           |                           |                                              |
|                             | Рихард Шмиц ( )           | 13 фебруар 1934           | 11 март 1938              | Отаџбински фронт                             |
| Нацистичка Немачка (Аншлус) |                           |                           |                           |                                              |
|                             | Херман Нојбахер ( )       | 13 март 1938              | 14 децембар 1940          | Нацистичка партија                           |
|                             | Филип Вилхелм Јунг ( )    | 14 децембар 1940          | 30 децембар 1943          | Нацистичка партија                           |
|                             | Ханс Блашке ( )           | 30 децембар 1943          | 6 април 1945              | Нацистичка партија                           |
| Друга аустријска република  |                           |                           |                           |                                              |
|                             | Рудолф Прикрил ( )        | 13 април 1945             | 16 април 1945             | Независан кандидат                           |
|                             | Теодор Кернер ( )         | 17 април 1945             | 18 јун 1951               | Социјалдемократска партија Аустрије          |
|                             | Франц Јонас ( )           | 18 јун 1951               | 9 јун 1965                | Социјалдемократска партија Аустрије          |
|                             | Бруно Марек ( )           | 10 јун 1965               | 17 децембар 1970          | Социјалдемократска партија Аустрије          |
|                             | Феликс Славик ( )         | 21 децембар 1970          | 5 јул 1973                | Социјалдемократска партија Аустрије          |
|                             | Леополд Грац ( )          | 5 јул 1973                | 10 септембар 1984         | Социјалдемократска партија Аустрије          |
|                             | Хелмут Цилк ( )           | 10 септембар 1984         | 7 новембар 1994           | Социјалдемократска партија Аустрије          |
|                             | Михаел Хојпл ( )          | 7 новембар 1994           | 24 мај 2018               | Социјалдемократска партија Аустрије          |
|                             | Михаел Лудвиг ( )         | 24 мај 2018               | -                         | Социјалдемократска партија Аустрије          |